# Akasi Kaikjó híd

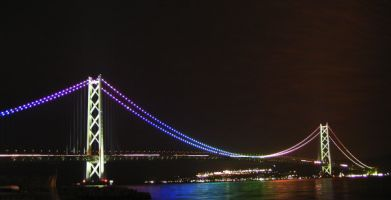
Éjszakai kivilágításban a „Gyöngy híd”

Az Akasi Kaikjó híd (japánul 明石海峡大橋, Hepburn-átírásban: Akashi Kaikyō Ō-hashi) a forgalmas Akasi-szoros fölött biztosít átkelési lehetőséget a Honsú szigetén fekvő Kóbe, valamint az Avadzsi-szigeten lévő Ivaja között Japánban. 1991 méteres középső nyílásával jelenleg a második a világ legnagyobb támaszközű hídjai közül, teljes hossza 3911 méter. Éjszakai kivilágításának köszönhetően kapta a Pearl Bridge (Gyöngy híd) becenevet.
Az 1990-es évek végére a Honsú–Sikoku-projekt keretében összesen három helyen létesült közúti kapcsolat Japán két főszigete, Honsú és Sikoku között, melyek egyikének része az 1998-ban átadott Akasi Kaikjó híd.

## Előzmények
A híd átadását megelőzően csak kompokkal lehetett átkelni a szoroson, ezek közlekedését azonban a heves viharok gyakran akadályozták. 1955-ben a sűrű ködben két komp összeütközött és elsüllyedt, a balesetnek 168 halálos áldozata (többségük iskolai kiránduláson részt vevő gyerek) volt. A tragédiát követően született meg a kormányzati döntés a híd megépítéséről, de a kivitelezés végül csak évtizedekkel később vette kezdetét.
Az eredeti tervek szerint nem csak közúti, hanem vasúti összeköttetést is biztosított volna a hídrendszer, utóbbit azonban a későbbiek során elvetették.

## Tartószerkezet
A híd egy acélszerkezetű függőhíd, fő tartószerkezeti elemei a két oldalán végigfutó, a hídfőkben lehorgonyzott és az acélpilonok tetején átvezetett acélkábelek. A kábelek átmérője 112 centiméter, mindkettő 290 darab hatszögletű előregyártott kábelnyalábot tartalmaz, melyek egyenként 127 darab 5,23 mm átmérőjű huzalszálból készültek. Egy-egy kábel így összesen 36 830 huzalszálból áll, gyártásukhoz összesen nagyjából 300 ezer kilométer huzalt használtak föl.
Az előzetes műszaki és gazdasági számítások során még úgy tűnt, hogy négy tartókábel felhasználására lesz szükség a hatalmas távolság áthidalásához, de végül a Japánban korábban épített kábelhidaknál felhasznált 1570 N/mm2 szakítószilárdságú huzalok helyett egy speciális, 1765 N/mm2 szakítószilárdságú anyagot használtak, ami lehetővé tette a kábelek számának kettőre történő csökkentését.
A Honshu-Shikoku Bridge Authority elnevezésű állami vállalat Kasima Szatosi vezetésével dolgozó tervezőinek a térség rendkívüli időjárási és geológiai viszonyaira is tekintettel kellett lenniük a szerkezet méretezésekor. A hídra ható szélteher számítása során figyelembe vett legnagyobb szélsebesség 268 km/h volt, a szimulációs kísérletekhez a világ legnagyobb szélcsatornáját is megépítették. A tartószerkezetnek a számítások szerint egy a hídtól 150 km-re kipattanó, a Richter-skála szerinti 8,5-es erősségű földrengésnek is ellen kell állnia. A szerkezetre nézve káros rezgések és kilengések csillapítása érdekében a pilonokon több helyen 10 tonna tömegű ingákat helyeztek el, melyek a szerkezettel ellentétes irányba kilengve stabilizálják a tornyokat. 
A híd pályaszerkezete térbeli acél rácsos tartó, melynek magassága 14, szélessége 35,5 méter. A szél hatására bekövetkező túlzott mozgások ellen egy különleges függőleges stabilizátort („uszonyt”) is beépítettek a pálya középvonala alá.

## Építése

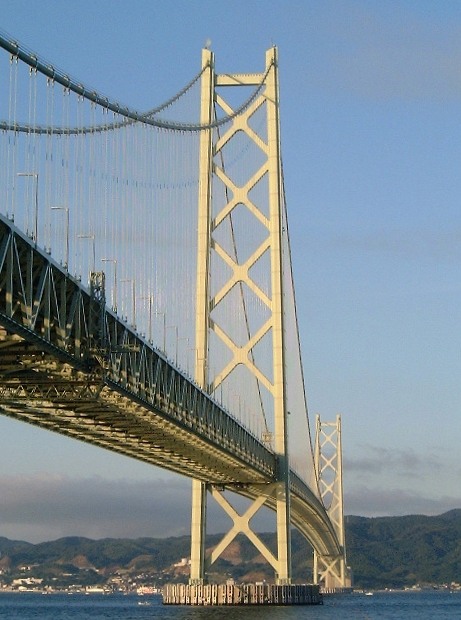
Az acélpilon

Az építési munkák során a tájfunok, földrengések és az évi 1300 mm-es csapadékmennyiség mellett külön kihívást jelentett, hogy a világ egyik legforgalmasabb tengerszorosán naponta áthaladó 1400 hajó forgalmát sem lehetett akadályozni.
1988 májusában a parti horgonycölöpök számára a sekély tengervízben mesterséges félszigeteket kezdtek építeni, majd 1989-ben lesüllyesztették a pilonok alapzatát képező hatalmas keszonokat is. A pilonok építését 1992-ben kezdték el, a szárazföldön előregyártott nagyobb elemeket a helyszínen hegesztették össze.
A híd fesztávolsága eredetileg 1990 méter lett volna, de az 1995. január 17-i, a Richter-skála szerint 7,2-es erősségű, a városban hatalmas károkat okozó kóbei (Nagy Hansin) földrengés következtében a már megépült pilonok csaknem egy méterrel eltávolodtak egymástól, valamint a várostól távolabb lévő pilon és horgonycölöp a híd tengelyére merőleges irányban is elmozdult. A földrengés epicentruma mindössze 10 kilométerre volt az épülő hídtól, azaz lényegesen közelebb, mint amit a tervezéskor számításba vettek. A károk felmérése és helyreállítása mindössze egy hónapig hátráltatta az építkezést, de a kivitelezők a későbbiekben ezt a késedelmet is behozták.
A tartókábeleket alkotó kábelnyalábokat gyárilag állították össze, így elmaradt a szokásos helyszíni kábelfonás, ami szintén újítást jelentett. A legelső szerelőkábel (egy 10 mm átmérőjű, szuperkönnyű, nagy szilárdságú poliaramid kötél) kifeszítését 1993-ban helikopterrel végezték el, mivel az óriási hajóforgalom miatt nem lehetett drótkötelet átúsztatni, majd a pilonra emelni. Ezt követően készülhettek el a szerelőkábelek, melyekre közlekedőpallót építettek, majd sor kerülhetett a főkábelek csévélésére és lehorgonyzására. A hídpálya előregyártott egységeit a pilonoktól indulva úszódarukkal emelték a helyükre, folyamatosan lehetővé téve a szorosban a hajóforgalmat.
Építéséhez 181 000 t acélt és 1 400 000 m3 betont használtak fel, az építkezésen összesen 2 millió munkás dolgozott. A csaknem tíz évig tartó munkálatok során mindössze hat munkás szenvedett balesetből adódó sérüléseket, halálos kimenetelű baleset pedig nem történt, ami világviszonylatban is kiemelkedő biztonsági eredménynek számít.
A híd forgalomnak történő átadására 1998. április 5-én került sor.

## Költségek és bevételek
A teljes építési költség 500 milliárd jen (átszámítva kb. 3,6 milliárd dollár, más források szerint 4,3 milliárd dollár) volt, amivel az Akasi Kaikjó híd a világ legdrágább hídjának számít. A hidat naponta körülbelül 23 000 autó használja, az átkelésért 2300 jen útdíjat kell fizetni, így éves szinten mintegy 20 milliárd jen bevételhez jut az üzemeltető. A beruházási összeg 4%-ának megfelelő éves bevétel még a nulla százalék közeli japán kamatok mellett is kérdésessé teszi, hogy valaha is megtérül-e ez a hatalmas befektetés, a tényleges megtérülés meghatározásához azonban – a közvetlen bevételeken felül – számításba kellene venni az új, biztonságos összeköttetésnek a térség gazdasági növekedésére gyakorolt kedvező hatását is.